# 佩韦勒地区康凡
佩韦勒地区康凡（法語：Camphin-en-Pévèle，法語發音：[kɑ̃fɛ̃ ɑ̃ pevɛl]），或纯音译作康凡昂佩韦勒，是法国上法蘭西大區北部省的一个市镇，位于该省中部偏东北，和比利时接壤，属于里尔区。

## 地理
佩韦勒地区康凡（50°35'43"N, 3°15'36"E）面积6.45 平方千米，位于法国上法蘭西大區北部省，该省份为法国最北部的省份及最长的省份，西北濒北海，西接加来海峡省，南至埃纳省和索姆省，东与比利时接壤。
与佩韦勒地区康凡接壤的市镇（或旧市镇、城区）包括：拜雪、布尔盖勒、瓦内安、格吕松、锡苏万、图尔奈。

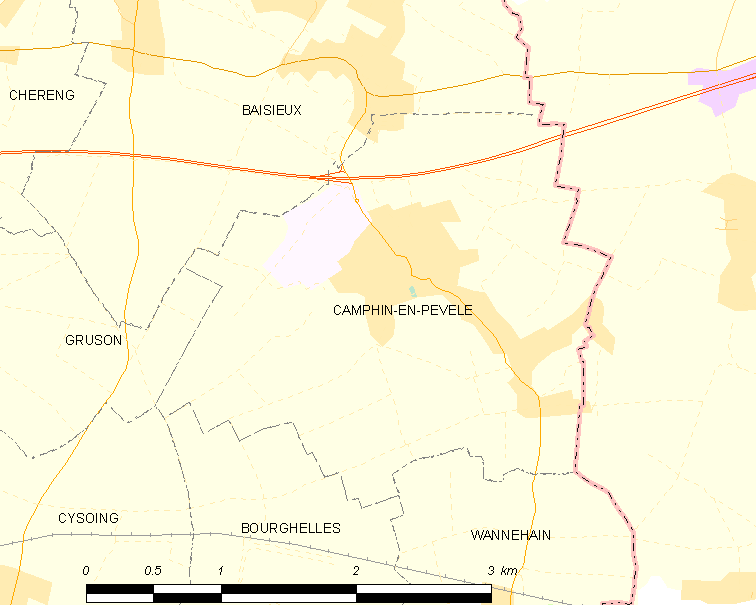
佩韦勒地区康凡的OSM定位图

佩韦勒地区康凡的时区为UTC+01:00、UTC+02:00（夏令时）。

## 行政
佩韦勒地区康凡的邮政编码为59780，INSEE市镇编码为59124。

## 政治
佩韦勒地区康凡所属的省级选区为佩韦勒地区唐普勒沃县。

## 人口

1962-2008年间佩韦勒地区康凡人口变化图示

佩韦勒地区康凡于2022年1月1日时的人口数量为2506人。